# Subscribe to Open
Il Subscribe to Open, abbreviato come S2O, è un modello economico utilizzato dalle riviste scientifiche sottoposte a revisione paritaria per fornire ai lettori un accesso aperto (libero e gratuito) ai propri contenuti, senza addebitare i costi agli autori. S2O converte le riviste che hanno un modello di abbonamento tradizionale in riviste ad accesso aperto.
Quando alle biblioteche accademiche abbonate a una rivista viene chiesto di rinnovare l'abbonamento (in genere annuale), viene loro anticipato che, con il sostegno delle biblioteche in abbonamento, la rivista sarà resa ad accesso aperto per tutti i lettori, mentre gli autori potranno pubblicarvi a costo zero. Se un numero sufficiente di biblioteche rinnova a queste condizioni, la rivista viene convertita in open access; in caso contrario, l'accesso alla rivista rimane limitato alle biblioteche abbonate. Il modello serve a garantire l'accesso aperto compatibilmente con la sostenibilità economica dei costi editoriali nel lungo termine.

## Storia
Il termine Open Access (OA) fu coniato per la prima volta nel dicembre 2001 per chiedere un maggiore accesso agli articoli delle riviste accademiche, che erano principalmente disponibili attraverso abbonamenti. Dichiarazioni influenti, come la Budapest Open Access Initiative (BOAI) del 14 febbraio 2002, chiesero di migliorare la circolazione della ricerca attraverso l'accesso aperto alle riviste accademiche. Da allora, furono sviluppati più di venti modelli finanziari alternativi al tradizionale modello di abbonamento, a partire da quello secondo cui gli autori devono pagare le spese di elaborazione degli articoli (Article processing charge, APC) a BioMed Central nel 2002.
Il modello Subscribe to Open è stato introdotto per la prima volta nel 2017 dall'editore Annual Reviews dopo essersi consultato con Raym Crow e a seguito di una sovvenzione dell'organizzazione filantropica Robert Wood Johnson Foundation. S2O è stato presentato come "un approccio pratico per convertire le riviste in abbonamento all'accesso aperto".

## Descrizione
Il modello finanziario Subscribe to Open per l'accesso aperto alla ricerca sottoposta a revisione paritaria si basa su un contratto di mutua assicurazione. Nel diritto anglosassone, i contratti di mutua assicurazione sono utilizzati per creare beni pubblici assicurando il sostegno finanziario per tali beni. Nel caso dell'S2O, mediante i loro abbonamenti le biblioteche contribuiscono a creare un bene pubblico che è universalmente aperto sia ai lettori che agli autori:
Come per il modello di abbonamento tradizionale, i prezzi e le opzioni di abbonamento alle riviste S2O vengono annunciati con un anno di anticipo per uno o più anni successivi. Se un numero sufficiente di biblioteche accademiche accetta di abbonarsi secondo il modello S2O, il contenuto della rivista viene reso accessibile liberamente a tutti i lettori. Se l'editore ritiene che il numero di istituzioni partecipanti all'offerta S2O sia insufficiente, i contenuti possono rimanere (o ritornare a essere) limitati e consultabili dai soli abbonati.

## Vantaggi e svantaggi
I vantaggi dell'S2O rispetto ad altri modelli di pubblicazione Open Access includono la riduzione delle attività di gestione e dell'amministrazione dei dati e la possibilità di operare all'interno degli attuali impegni finanziari delle biblioteche accademiche, senz ala necessità di variazioni di bilancio.
Alcuni editori che adottano il modello S2O possono offrire incentivi alle biblioteche abbonate per il rinnovo delle condizioni, come tariffe di abbonamento scontate o una maggiore disponibilità di volumi arretrati. Il problema del free rider è la preoccupazione più comunemente espressa riguardo alla fattibilità tecnico-economica dei contratti di mutua assicurazione.
L'S2O non è qualificato come una donazione liberale, ma come "un'offerta commerciale che fa parte del processo di abbonamento esistente della rivista", offerta che fa leva sull'interesse economico delle biblioteche. In un sondaggio condotto tra accademici e bibliotecari di 27 Paesi, il 44% degli intervistati ritiene che "le loro amministrazioni consentirebbero loro di partecipare all'S2O", mentre la maggioranza ritiene che sarebbero necessarie maggiori informazioni prima di approvare tale iniziativa.
Sono state sollevate anche preoccupazioni sulla possibilità che tale modello possa sostenere un aumento del costo degli abbonamenti e dei profitti degli editori, sulla vulnerabilità del modello ai rapidi cambiamenti e alle pressioni di bilancio, sulle modalità di accesso al sostegno all'editoria da parte degli enti finanziatori, sul potenziale di lancio di nuove riviste, e sul tipo di metriche utili per amministratori e bibliotecari.

## Impatto
Introdotto nel 2017, entro il 2023 l'S2O è stato adottato da 15 editori, che offrono oltre 150 riviste ad accesso aperto. A partire dal 2022, solo un editore ha ritirato un'offerta di tipo S2O, poiché aveva ritenuto insufficiente il sostegno delle biblioteche al modello. Gli editori, i bibliotecari interessati, i finanziatori e le organizzazioni correlate hanno formato la S2O Community of Practice, che, tra le altre attività, ha commissionato un sondaggio tra i bibliotecari ed accademici.
In termini di lettori di riviste, l'Annual Review of Public Health (ARPH), che è stata la prima testata a implementare l'S2O, ha registrato un aumento di otto volte nell'utilizzo da maggio 2016 a maggio 2019. Nello stesso periodo, i livelli di utilizzo delle riviste tradizionali in abbonamento di Annual Reviews sono rimasti relativamente invariati.
Il numero di Paesi che accedono ad ARPH è aumentato da 57 a 137 durante questo periodo. In termini di valore percepito del modello tra gli editori, un sondaggio condotto nel 2019 tra 102 editori accademici ha concluso che gli "accordi trasformativi, compresi i modelli come Subscribe to Open, sono emersi come gli approcci più promettenti" perché "offrono un flusso di finanziamento prevedibile e costante". S2O è stato notato come modello unico per la capacità di posizionare "l'editore come regista del cambiamento".
Nella ricerca di un modello di accesso aperto praticabile, l'International Water Association (IWA) ha inizialmente sperimentato un modello di article processing charge (gli autori pagano le spese editoriali) per due delle sue riviste. L'IWA ha constatato che, pur aumentando l'impatto, il modello APC riduceva le entrate delle riviste a livelli insostenibili. Nel 2021, IWA ha offerto tutte e dieci le sue riviste in abbonamento secondo il modello Subscribe to Open, raggiungendo l'obbiettivo di rendere tutte le proprie riviste ad accesso aperto e registrando un "aumento senza precedenti" del loro utilizzo.
S2O è stato approvato da cOAlition S, un gruppo di finanziatori nazionali della ricerca, fondazioni di beneficenza e organizzazioni europee e internazionali, in quanto fornisce "un percorso rapido nella direzione dell'accesso aperto applicabile alla ricerca di tutte le discipline e di tutti i Paesi". L'S2O ha anche ispirato modelli simili per monografie e libri attraverso la MIT Press (Direct to Open, D2O) e la Central European University Press (Opening the Future).

## Editori che adottano il modello S2O
- Amsterdam University Press[25]
- Annual Reviews[1][26]
- Berghahn Books[27][28]
- Brepols[29]
- Bloomsbury[30][31]
- De Gruyter[32]
- Duncker & Humblot[33]
- EDP Sciences[2][34]
- EMS Press (European Mathematical Society)[35]
- IWA Publishing (International Water Association)[21]
- Liverpool University Press[36]
- Mathematical Sciences Publishers[37]
- Pluto Journals[38]
- University of Toronto Press, The Journal of City Climate Policy and Economy (JCCPE)[39]